# Hamntorget, Helsingborg

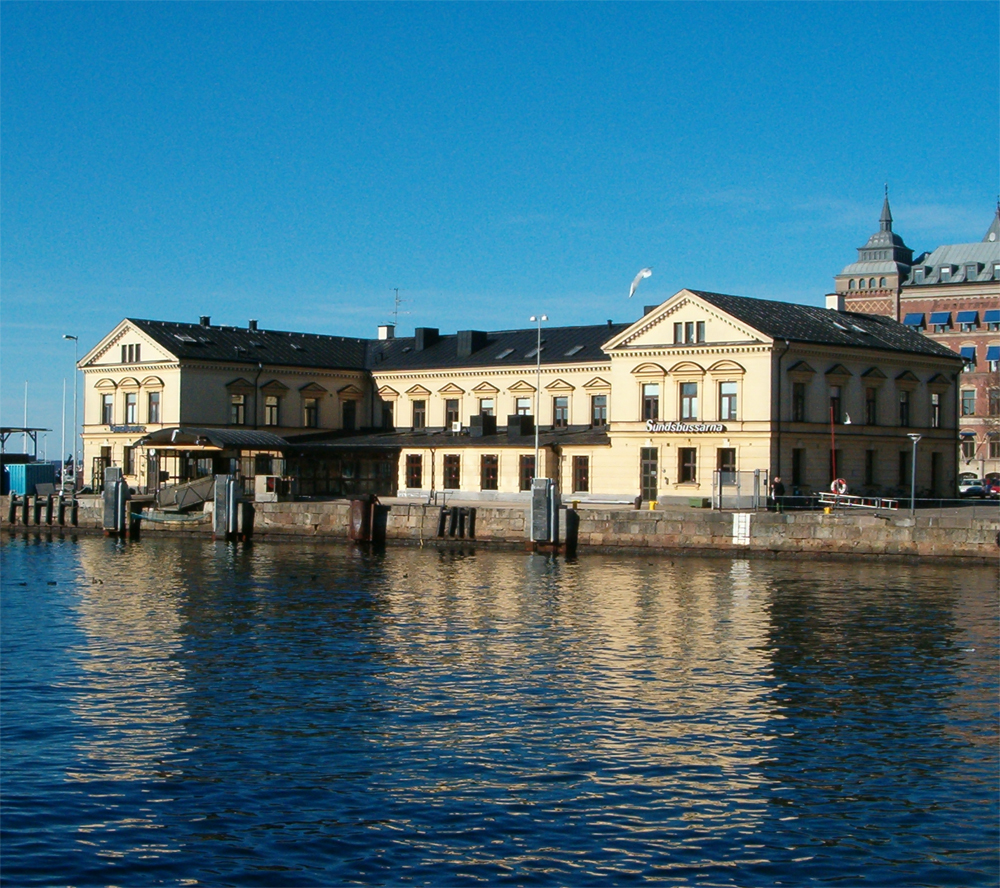
Gamla tullhuset, sett från Inre Hamnen.

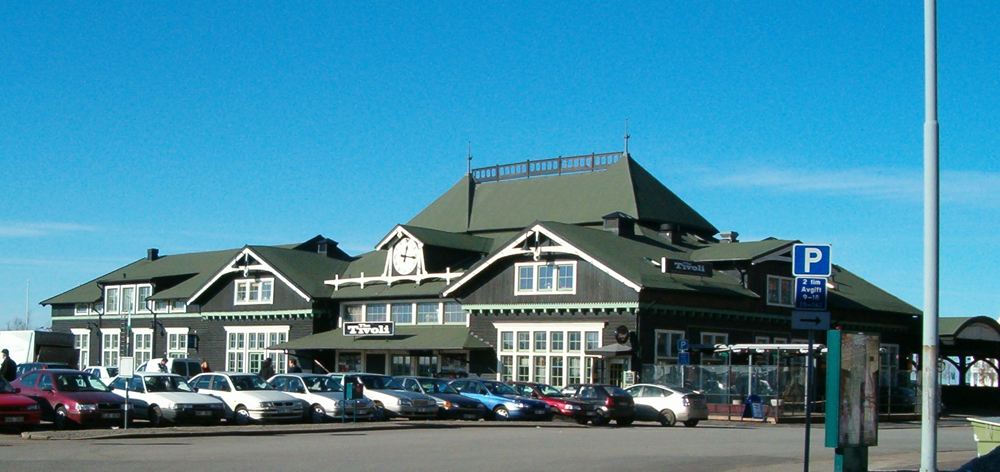
Ångfärjestationen.

Hamntorget är ett centralt torg beläget vid Inre hamnen i Helsingborg.

## Utformning
Torget utgör en fortsättning på den öppna torgaxeln som löper från Terrasstrapporna och Konsul Trapps plats, genom Stortorget, förbi övergången mellan Drottninggatan och Järnvägsgatan, över Hamntorget och bort mot den del av Norra hamnen som numera kallas Cityhamnen. Axeln skapar genom detta en stark kontakt mellan stadens centrala delar och Öresund. I väster avgränsas platsen av Helsingörskajen och i söder fram till Gamla tullhuset av Köpenhamnskajen. Här öppnar platsen upp sig mot hamnområdet och vattnet. Den enda byggnaden är här Ångfärjestationen, som ligger på torgets södra del. I platsen sydvästra hörn, där de två kajerna möter varandra, står Carl Milles monument Sjöfartsgudinnan på en hög kolonn. Norr om denna löper en mindre trappa ner mot hamnbassängen och vid trappans norra sida står en minnessten i åminnelse av Karl XIV Johans landstigning i Helsingborg. Torgets östra ände har en mer sluten karaktär där byggnader som Gamla tullhuset och Hamnpaviljongen skiljer av det från vattnet i söder och i norra delen bildar de höga byggnaderna i kvarteret Karl XV fasad mot torget.

### Kongresscentrum
Planer på att uppföra ett kongresscentrum på platsen för Ångfärjestationen uppkom under 2004. Planen skulle innebära en flytt av den gamla stationsbyggnaden, vilket mötte stora protester. Till följd av detta ändrades planerna och i ett nytt förslag ska Ångfärjestationen bevaras, minst i sitt uruppförande, men får flyttas inom tomten. I planförslaget ingår även en omgestaltning av Hamntorgets västra del. 2013 antog kommunfullmäktige detaljplanen för Ångfärjetomten. Våren 2016 flyttades den ursprungliga ångfärjebyggnaden 75 meter till ett nytt läge vid den inre hamnbassängen. Flytten följdes av tusentals människor som var på plats.

## Torgliv
I anknytning till torget finns många samlingspunkter i Helsingborg. Stadens enda rockklubb, The Tivoli ligger i den gamla Ångfärjestationen, från Gamla tullhuset kan man med hjälp av Sundsbussarna åka över till Helsingör och Hamnkrogen, belägen i en rund paviljong vid Inre hamnens nordöstra hörn är ett populärt tillhåll på sommaren tack vare sin närhet till vattnet. Vid Köpenhamnskajen ligger även en restaurang- och konferensbåt. I byggnaderna längs torgets norra fasad finns även en del restauranger som under sommaren har uteserveringar mot platsen. Själva torgplatsen håller nu på att bebyggas med en hotell- och kongressaläggning som har namnet SEAU. Området ska också ge plats för 150 bostäder. 

## Historia
Platsen för torget är belägen på utfyllnadsmark i Öresund. Den första utfyllnaden i området var utbyggnaden av hamnen år 1832 då två pirarmar tillkom som skydd för en ny hamnbassäng. Platsen användes då som stadens huvudsakliga utskeppningshamn. På utfyllnaden mellan staden och hamnen anlades år 1838 ett varmbadhus, vilket var den första permanenta bebyggelsen på platsen. År 1856 köptes badhuset upp av staden som behövde utrymme för en ny tullkammare. Mellan 1863 och 1867 utfördes ännu en utbyggnad av hamnen som bland annat innebar att ännu en hamnbassäng grävdes ut innanför den gamla och gjorde att tullhuset hade vatten på två sidor om sig. Redan år 1859 hade en stor stadsplan genomförts i vilken utläggandet av paradgatorna Drottninggatan och Järnvägsgatan på utfyllnadsmark väster om den gamla stadskärnan planerades. Utbyggnaden genomfördes med start i slutet på 1860-talet och hade mycket stor betydelse för Hamntorgets tillkomst. Handlanden Petter Olsson, sedermera konsul, uppförde år 1867 en magasinsbyggnad i kvarteret Karl XV:s sydöstra hörn, diagonalt från tullhuset. År 1882 tillkom ännu en magasinsbyggnad i kombination med kontor i Olssons regi väster om det förra och 1894–1897 lät samme man uppföra ett stort byggnadskomplex längs hela kvarterets västra sida. I och med detta hade platsen definierats allt klarare.
År 1879 stod Södra hamnen klar, som avlastade den gamla hamnen något i fråga om utskeppning. När sedan Norra hamnen stod klar år 1891 minskade hamnfunktionerna i området ytterligare. I samband med uppförandet av Norra hamnen och invigningen av tågfärjelinjen till Helsingör år 1899 uppfördes Ångfärjestationen väster om kvarteret Karl XV år 1899. Detta innebar att torget kom att bli en transitplats för tåg- och färjeresenärer. Ombyggnaden av konsul Olssons östra magasinsbyggnad till kontors- och bostadshus år 1886 vittnar också om platsens förändrade funktion. Vid samma tid hade även en större ombyggnad av tullhuset genomförts. Allt sedan behovet av parkeringsplatser tillkommit, i och med bilens genombrott, har stora delar av torget utnyttjats som parkering. Ångfärjestationen var även länge en slags knutpunkt i Helsingborg där delar av stadens färjor, tåg och bussar samlades. Busstrafiken samlades huvudsakligen på Hamntorget söder om stationen. Detta kom till ett slut 1991, då den stora tåg- och färjeterminalen Knutpunkten samlade allt detta under ett tak. En större ombyggnad av kajen mot Norra hamnen genomfördes 2002, vilken omvandlade den gamla färjekajen till en besökskaj för kryssningsfartyg under namnet Helsingörskajen.